# Järvakandi
Järvakandi är en köping (estniska: alev) som utgör centralort i Kehtna kommun i landskapet Raplamaa i mellersta Estland. Orten ligger cirka 70 kilometer söder om huvudstaden Tallinn, på en höjd av 65 meter över havet och antalet invånare är 1 471.
Den 20 oktober 2017 uppgick Järvakandi  i Kehtna kommun efter att tidigare ha utgjort en egen kommun (köpingskommun, estniska: alevvald).

## Geografi
Järvakandi ligger vid Riksväg 27 i södra delen av landskapet Raplamaa.
Terrängen runt Järvakandi är mycket platt. Runt Järvakandi är det mycket glesbefolkat, med 3 invånare per kvadratkilometer. Närmaste större samhälle är Vändra, 18,9 km sydost om Järvakandi. I omgivningarna runt Järvakandi växer i huvudsak blandskog.

### Karta

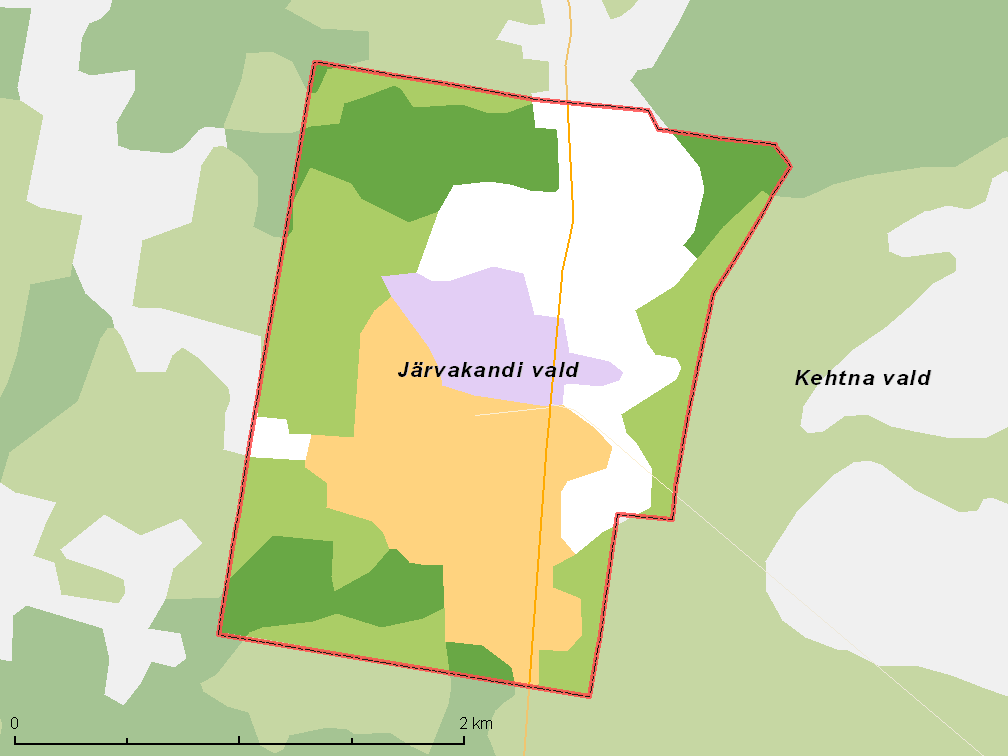
Översiktlig karta över den tidigare köpingskommunen.

### Klimat
Trakten ingår i den hemiboreala klimatzonen. Årsmedeltemperaturen i trakten är 2 °C. Den varmaste månaden är juli, då medeltemperaturen är 17 °C, och den kallaste är januari, med −12 °C.